# Luigi Lo Cascio
Luigi Lo Cascio (n. 20 octombrie 1967, Palermo, Italia) este un actor și regizor italian, câștigător al David di Donatello pentru cel mai bun actor principal (2001) pentru I cento passi.